# EVE The Fatal Attraction
『EVE The Fatal Attraction』（イヴ・ザ・フェイタル・アトラクション）は、ゲームビレッジから発売されたゲームソフト。1作目『EVE burst error』の4年後が舞台。主人公は私立探偵「天城小次郎」と捜査官「法条まりな」。2人の主人公の視点を任意で切り替えながらストーリーを進めていくマルチサイトアドベンチャーゲーム。主に「EVE TFA」と略される。
2001年9月にPlayStation版が発売された後、Windows版が発売された。
元になったゲームは以下で詳述する「EVEシリーズ」の3作目にあたる『ADAM THE DOUBLE FACTOR』（アダム・ザ・ダブルファクター）であり、併せて記述する。

## 概要
本作は1999年6月18日にシーズウェアより発売された、Windows用アダルトゲーム『ADAM THE DOUBLE FACTOR』を元にした移植作品である。この作品は「EVEシリーズ」ながらタイトルから「EVE」という名が外され、「ADAMシリーズ」の第1作という扱いとされていた。国王の遺伝子情報を組み込んだクローンマンをめぐる争いに二人は巻き込まれていくストーリーだが、事件は未解決のまま続編の発売を示唆する終わり方で、結局は続編は発売されなかった。ゲームデザインはFIORAND 399。「CERO：Z（18才以上のみ対象）」
その後、コンシューマー版として移植するにあたり、性描写の削除をはじめとするシナリオの大幅な加筆修正がおこなわれ、間の別作『EVE ZERO』に続いての「EVEシリーズ」の5作目として題名も『EVE The Fatal Attraction』と改題されて発売。本作単体で完結する完全版といえる作りになっている。とはいえ、本作においても物語終盤ではストーリーをかいつまんだダイジェスト的演出となっており、全ての謎が明かされることはない。また、栗栖野亜美が物語の重要なキャラクターになり、主役2人の性格などが一部変更されている。

## システム
マルチサイトシステム
「EVEシリーズ」の基本ともいえるシステム。2人の主人公の視点から見るそれぞれのストーリーを、交互に切り替えながら進めていき、ひとつの事件を追っていく。所々に「ザッピングポイント」があり、一方のストーリーを進めているだけではゲームが進展しなくなる。その場合、もう一方のストーリーに切り替え、一定のポイントまで内容を進めなくてはならない。
タッチャブルビューシステム
『ADAM』から採用されていた新システム。ゲーム画面上に表示されたカーソルを表示されたキャラクターウィンドウや画面背景の調べたい場所にあわせて決定ボタンを押すと、人物との会話や、選択した場所の情報を表示させることができる。人物との会話や、前作までの「見る、調べる、移動」などの行動コマンドの類は全てこのタッチャブルビューシステムで行う事になる。ちなみに、主人公の台詞は基本的に声が入っていないが、ゲーム画面左上の主人公のウィンドウを選択した場合のみ声を聞く事ができる。

## ストーリー
『EVE burst error』の4年後を舞台に、あまぎ探偵事務所所長「天城小次郎」と内閣情報調査室の捜査官「法条まりな」の2人の主人公が連続猟奇殺人事件を捜査し、またも「エルディア」と「EVE」に深く関わってゆく事になる。

### 小次郎編
相変わらず港の倉庫街で細々と仕事をこなしていた小次郎。そこへボディーガードの依頼が舞い込む。依頼者は安藤商事という会社の社長、安藤左衛門。最初は断ろうと思っていた小次郎だったがその報酬が破格だったため、胡散臭さを感じながらも引き受けた。身を護ってほしいとしながらも多くを説明しようとしない安藤や秘書の栗栖野亜美。助手の氷室とともに安藤商事の裏側を調べつつ、小次郎は生涯初めてのボディーガードという依頼に挑む。

### まりな編
アメリカの特殊部隊での訓練を終えのんびり休暇を過ごそうと思っていた矢先、上司の甲野から連続猟奇殺人事件の捜査のため日本に呼び戻されたまりな。国家的大事件に発展する可能性があるとの事で渋々任務に就いた。被害者の娘ユカを保護しつつ、共に一連の事件の関連性を調べてゆくうちに、被害者たちが「旧エルディア情報部」に関わりがあることが判明していく。

## 登場人物
声優はTFAでの出演。
天城 小次郎（あまぎ こじろう）
声：子安武人
あまぎ探偵事務所の所長。
法条 まりな（ほうじょう まりな）
声：三石琴乃
前作『EVE The Lost One』で現場を離れていたが、本作で内閣情報調査室捜査官に復帰する。
桂木 弥生（かつらぎ やよい）
声：本多知恵子
桂木探偵事務所の所長。
氷室 恭子（ひむろ きょうこ）
声：松井菜桜子
あまぎ探偵事務所所員。
甲野 三郎（こうの さぶろう）
声：野沢那智
内閣調査室の本部長。
桐野 杏子（きりの きょうこ）
声：今井由香
『The Lost One』で法条まりなから指導を受けていた。本作では捜査官を退き、内務調査員。
安藤 左衛門（あんどう さえもん）
声：西村知道
安藤商事の社長。
安藤 美佳（あんどう みか）
声：高木礼子
安藤左衛門の長女で妹の美紀とは双子。
安藤 美紀（あんどう みき）
声：高木礼子
安藤左衛門の次女。
栗栖野 亜美（くるすの あみ）
声：玉川紗己子
安藤左衛門の秘書。
藤井 ユカ（ふじい - ）
声：堀江由衣
法条まりなが担当した殺人事件の生存者。
美村 貴史（みむら たかし）
声：鈴村健一
ブレード
声：長嶝高士
プリーチャー
声：若本規夫
プリシア
声：水谷優子
六条 夕子（ろくじょう ゆうこ）
声：内川藍維
高千穂 唯（たかちほ ゆい）
声：かかずゆみ
デビッド・ジョーンズ
声：大倉正章
平井
声：目黒光祐
ウォーレン・ヒルツ
声：橋本昌也
アドリア・エスコヴェート
声：中西裕美子
エドワード・シュミット
声：作間功
バーテン
声：高田べん

## ノベライズ
- EVE TFA 亡き王女のための殺人遊戯（桜庭一樹、2001年9月、ファミ通文庫、ISBN 4-7577-0573-5）
オリジナルストーリー。